# NGC 5979
NGC 5979 es una nebulosa planetaria en la constelación de Triangulum Australe cerca del límite con la constelación de Norma. Fue descubierta el 24 de abril de 1835 por John Herschel.
De apariencia ligeramente elíptica, la distancia estimada de NGC 5979 a la Tierra, basada en emisiones metálicas, es de cerca de 11 700 años luz. Las estrellas como el Sol pasan la mayor parte de sus vidas convirtiendo el hidrógeno en helio. Cuando se agota el hidrógeno en su núcleo, se expanden y enfrían, transformándose en gigantes rojas y comienzan a desprenderse de grandes cantidades de gas y polvo a través de un suave viento estelar. Cuando la estrella se ha desprendido de la mayor parte de su masa, la estrella se calienta de nuevo iluminando el material expulsado, a la vez que un viento estelar mucho más fuerte barre el capullo de material oscuro y nace la nebulosa planetaria.